# Vilar Chão (Alfândega da Fé)
Vilar Chão é uma povoação portuguesa sede da Freguesia de Vilar Chão do Município de Alfândega da Fé, freguesia com 24,55 km² de área e 204 habitantes (censo de 2021), tendo, por isso, uma densidade populacional de 8,3 hab./km².

## Demografia
A população registada nos censos foi:
| Distribuição da População por Grupos Etários | Distribuição da População por Grupos Etários | Distribuição da População por Grupos Etários | Distribuição da População por Grupos Etários | Distribuição da População por Grupos Etários |
| -------------------------------------------- | -------------------------------------------- | -------------------------------------------- | -------------------------------------------- | -------------------------------------------- |
| Ano                                          | 0-14 Anos                                    | 15-24 Anos                                   | 25-64 Anos                                   | > 65 Anos                                    |
| 2001                                         | 41                                           | 30                                           | 153                                          | 102                                          |
| 2011                                         | 16                                           | 27                                           | 131                                          | 85                                           |
| 2021                                         | 7                                            | 14                                           | 91                                           | 92                                           |

## Localidades
A Freguesia é composta por duas aldeias:
- Legoínha
- Vilar Chão